# Zaretxni (Krasnoiarsk)
|  | Per a altres significats, vegeu «Zaretxni». |

Zaretxni (en rus: Заречный) és un poble (un possiólok) del krai de Krasnoiarsk, a Rússia, que en el cens del 2010 tenia 93 habitants. Pertany al districte de Kuràguino.